# スヴャトスラフ・ウラジミロヴィチ (スモレンスク公)
スヴャトスラフ・ウラジミロヴィチ（ロシア語: Святослав Владимирович、? - 1114年3月6日）は、キエフ大公ウラジーミル2世（ウラジーミル・モノマフ）の子のうちの1人である。スモレンスク公（在位：1097年 - 1113年）、ペレヤスラヴリ公（在位：1113年 - 1114年）。

## 生涯
父のウラジーミルがペレヤスラヴリ公国を統治していた時期に、スモレンスクの公（ナメストニク）となった。1113年にキエフ大公スヴャトポルク2世が死に、父・ウラジーミルがキエフ大公となると、スヴャトスラフはペレヤスラヴリ公となった。スモレンスク公には兄弟のヴャチェスラフ（後のキエフ大公ヴャチェスラフ1世）が就いた。
1114年に死去し、ペレヤスラヴリでは兄弟のヤロポルク（後のキエフ大公・ヤロポルク2世）が公となった。スヴャトスラフの家族・子孫については不明である。